# Leiothylax warmingii
Leiothylax warmingii là một loài thực vật có hoa trong họ Podostemaceae. Loài này được Warm. mô tả khoa học đầu tiên năm 1899.